# CHERUB
CHERUB je série špionážních románů pro děti i dospělé, které napsal anglický spisovatel Robert Muchamore. Příběh vypráví o speciální divizi Britské tajné služby jménem „CHERUB“, která jako špióny zaměstnává sirotky ve věku 10–17 let.
Ze začátku se příběh soustřeďuje na Jamese Adamse, který vstupuje do organizace CHERUB a plní své tajné mise. Později se příběh stočí k Jamesově sestře Lauren a několika dalším postavám. Původní série 12 knih postupuje od Jamesova vstupu do CHERUBu až do jeho odchodu v 17 letech.
| Anglicky (vydáno)                                                    | Česky (vydáno)      |
| -------------------------------------------------------------------- | ------------------- |
| CHERUB: The Recruit (4/2004)                                         | Nováček (8/2007)    |
| CHERUB: Class A (10/2004)                                            | Třída A (10/2007)   |
| známé také jako The Dealer v USA & The Mission (UK bookclub edition) |                     |
| CHERUB: Maximum Security (4/2005)                                    | Vězení (9/2008)     |
| CHERUB: The Killing (10/2005)                                        | Pravda (11/2008)    |
| CHERUB: Divine Madness (4/2006)                                      | Šílenství (6/2009)  |
| CHERUB: Man Vs. Beast (10/2006)                                      | Zvíře (10/2009)     |
| CHERUB: The Fall (3/2007)                                            | Pád (6/2010)        |
| CHERUB: Mad Dogs (10/2007)                                           | Gangy (11/2010)     |
| CHERUB: The Sleepwalker (2/2008)                                     | Náměsíčník (4/2011) |
| CHERUB: Dark Sun (3/2008)                                            |                     |
| (navazuje na předchozí knihu a je to World Book Day novela)          |                     |
| CHERUB: The General (9/2008)                                         | Generál (10/2011)   |
| CHERUB: Brigands MC (9/2009)                                         | Motorkáři (7/2012)  |
| CHERUB: Shadow Wave (9/2010)                                         | Ostrov (11/2012)    |

| Barva trička       | Význam                          | Zvláštnosti                                                              |
| ------------------ | ------------------------------- | ------------------------------------------------------------------------ |
| Oranžové tričko    | Host                            | Nemůže mluvit s agentem bez přítomnosti předsedy                         |
| Červené tričko     | Nemá ukončený základní výcvik   | Dítě pod jedenáct let                                                    |
| Modré tričko       | Člen základního výcviku         | Psychicky i fyzicky tvrdý stodenní režim                                 |
| Šedé tričko        | Kvalifikovaný pro mise          | Prošel základním výcvikem                                                |
| Tmavě modré tričko | Vynikající výkon na misi        |                                                                          |
| Černé tričko       | Vynikající výkon na více misích | Nejvyšší uznání za výjimečné úspěchy, nelze dostat ihned po šedém tričku |
| Bílé tričko        | Absolventi                      | Zaměstnanci                                                              |